# Ixpuichiapan
Ixpuichiapan är en ort i Mexiko.   Den ligger i kommunen Tenancingo och delstaten Mexiko, i den sydöstra delen av landet, 70 km sydväst om huvudstaden Mexico City. Ixpuichiapan ligger 2 106 meter över havet och antalet invånare är 823.
Terrängen runt Ixpuichiapan är kuperad, och sluttar söderut. Runt Ixpuichiapan är det tätbefolkat, med 427 invånare per kvadratkilometer. Närmaste större samhälle är Tenango de Arista, 19,0 km norr om Ixpuichiapan. I omgivningarna runt Ixpuichiapan växer huvudsakligen savannskog.